# Modesto di Treviri
Modesto di Treviri (... – 486) fu vescovo di Treviri nel V secolo. Viene venerato dalla Chiesa cattolica come santo.

## Biografia
Modesto fu vescovo di Treviri, in Germania, nel V secolo, nel difficile periodo in cui la città passò sotto il dominio dei Franchi. Ha retto la città durante l'invasione effettuata dai re franchi Meroveo e Childerico I. Ha combattuto contro lo scoraggiamento e la povertà del popolo, l'indisciplina del clero e la corruzione. Modesto ha usato la preghiera e il digiuno, predicando per le strade della città.

## Culto
Secondo il Martirologio Romano, il giorno dedicato al santo è il 24 febbraio:
(Martirologio Romano)
Reliquie di San Modesto sono venerate nella chiesa di San Mattia a Treviri.